# Unidad Central del Valle del Cauca
La Unidad Central del Valle del Cauca, conocida como la UCEVA, es una institución pública de educación superior, sujeta a inspección y vigilancia por medio de la Ley 1740 de 2014 y la ley 30 de 1992  del Ministerio de Educación de Colombia. La UCEVA fue creada por medio del Acuerdo n.º 24 de junio de 1971,  del Concejo Municipal de Tuluá- Valle del Cauca, Colombia, como alternativa de acceso a la educación superior para los bachilleres del centro y norte  del  departamento del Valle del Cauca.

## Localización
La Unidad Central del Valle del Cauca se encuentra ubicada en el sur de Tuluá en la Carrera 27 A n.º 48 - 144 Kilómetro 1 salida sur, Ruta Nacional 25.

## Historia
La Unidad Central del Valle del Cauca, fue creada mediante el acuerdo # 024 del 30 de junio de 1971 por el Consejo Municipal de Tuluá. Es una Institución Universitaria de Educación Superior de carácter público, posee personería jurídica, autonomía administrativa, académica y patrimonio propio e independiente. 
La institución universitaria inició actividades académicas en 1971 con los programas de Derecho y Licenciatura en Ciencias Sociales. En 1972 se creó el programa de Licenciatura en Educación Física, en 1975 se creó la Facultad de Administración de Empresas, la cual comenzó labores académicas en 1976, año en el que se creó la Facultad de Contaduría Pública.  En 1978 el Ministerio de Educación Nacional de Colombia aprobó los programas de Licenciatura en Ciencias Sociales y Educación Física y en marzo de 1979 aprobó el programa de Derecho.
La aprobación por parte de Ministerio de Educación de los programas de Administración de Empresas y Contaduría se dio en 1984.  En 1993 iniciaron actividades académicas el programa de Enfermería, Ingeniería Industrial e Ingeniería Ambiental. En 1998 se creó el programa de Medicina.
En el año 2000 se crearon los programas en Ingeniería de sistemas, Tecnología Acuicultura, Tecnología Agropecuaria Ambiental, y las especializaciones en Derecho Constitucional, Gerencia Financiera y Revisoría Fiscal.  En el año 2004 el Ministerio de Educación de Colombia aprobó el programa de Licenciatura en Educación Básica con énfasis en Lenguas Extranjeras el cual inició sus labores académicas en el segundo semestre de 2005, en  2007 se creó los programas de Tecnología Logística Empresaria, en 2008 se creó el programa académico de Comercio Internacional, en el año 2009 el Ministerio de Educación le dio el aval a los programas académicos de Licenciatura en Educación Básica con Énfasis en Ciencias Sociales e Ingeniería Electrónica.
En el 2007 la Unidad Central del Valle del Cauca contrae con convenio con la Universidad Pedagógica y Tecnológica de Colombia en la modalidad virtual y de programas a distancias. En el 2012 fue aprobada por orden presidencial la Estampilla Prodesarrollo que fue firmada por el presidente de Colombia Juan Manuel Santos Calderón. La estampilla busca mejorar la infraestructura de la institución. También, busca lograr la acreditación de alta calidad en varios programas académicos, en aras de convertirse en polo de desarrollo regional así como soportar el desarrollo de su educación virtual. La emisión de la estampilla será hasta por la suma de cien mil millones de pesos ($ 100.000.000.000). El objetivo de la Ley es promover en los jóvenes del centro y norte del Valle del Cauca el interés por la educación. En el año 2016 se crearon con aval del Ministerio de Educación los programas de Ingeniería en Agropecuaria, y Especialización en Seguridad y Trabajo.
En los últimos años  Jairo Gutiérrez Obando, rector en cargo de la UCEVA ha sido señalado por algunos estudiantes, periodistas y políticos de la región de aferrarse a la rectoría de la UCEVA por más de 10 años continuos. Lo que ha generado un ambiente poco saludable para la democracia, participación estudiantil y calidad académica de la institución universitaria.

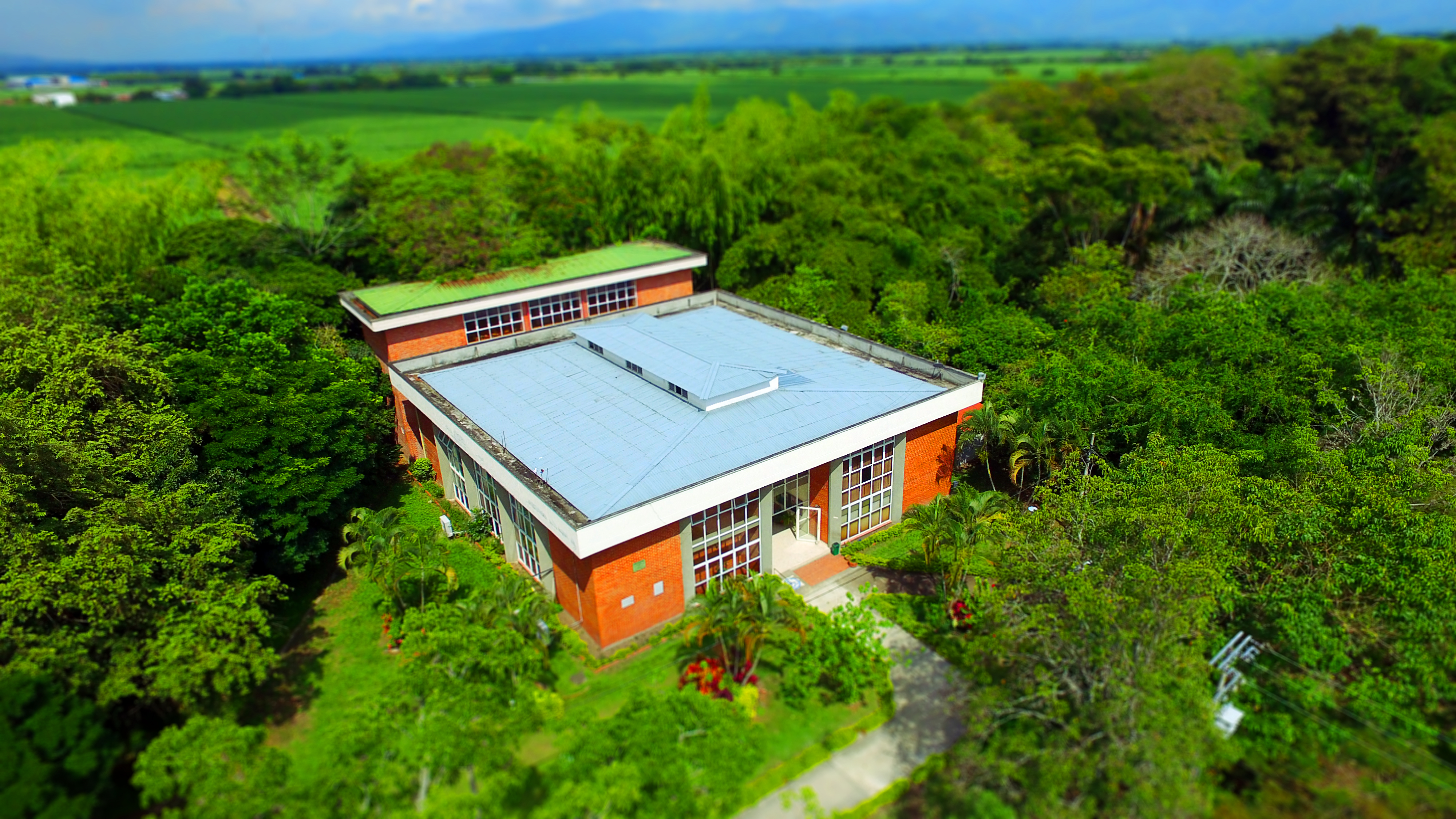
Biblioteca Néstor Grajales López
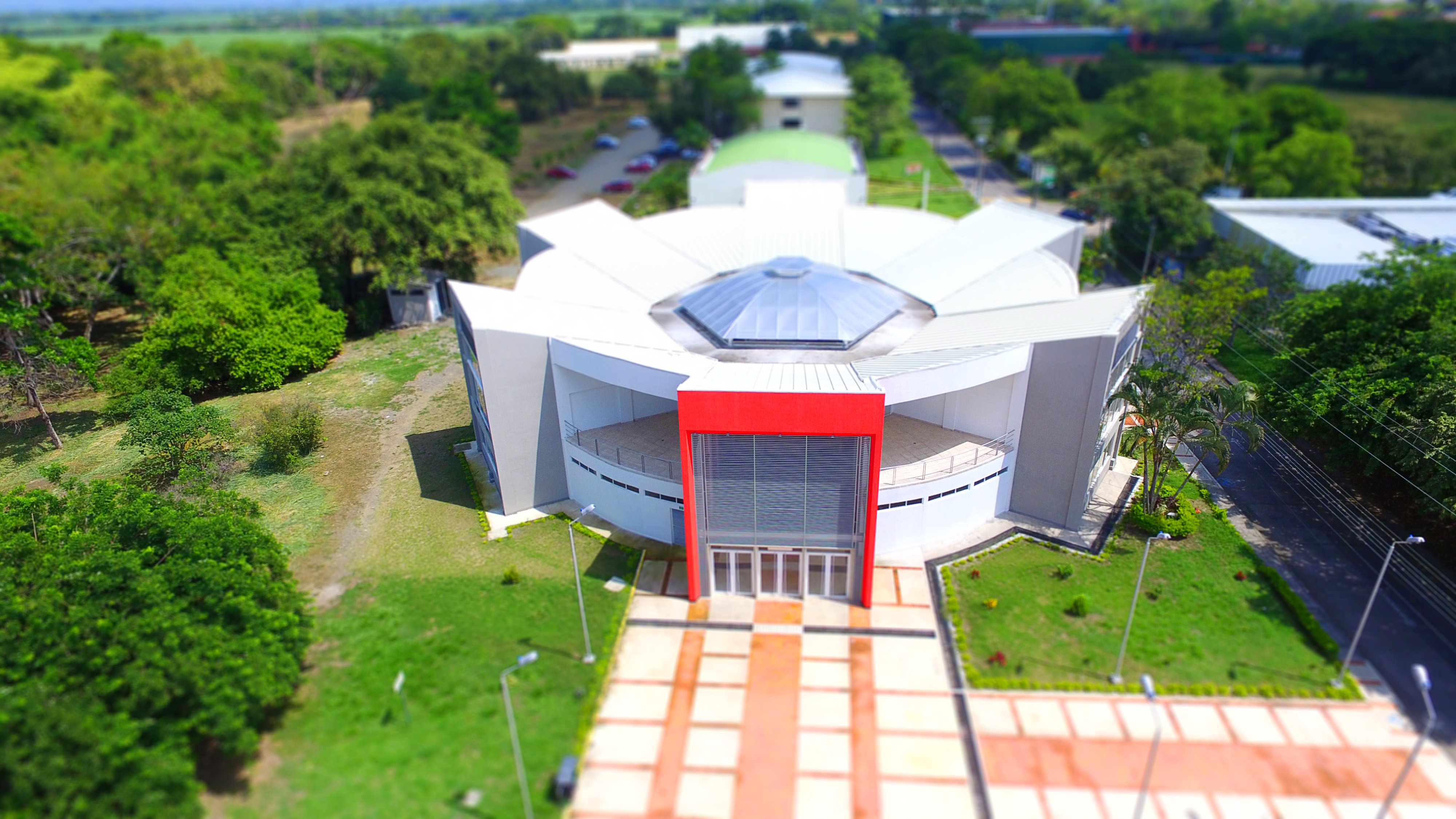
Laboratorios Integrados
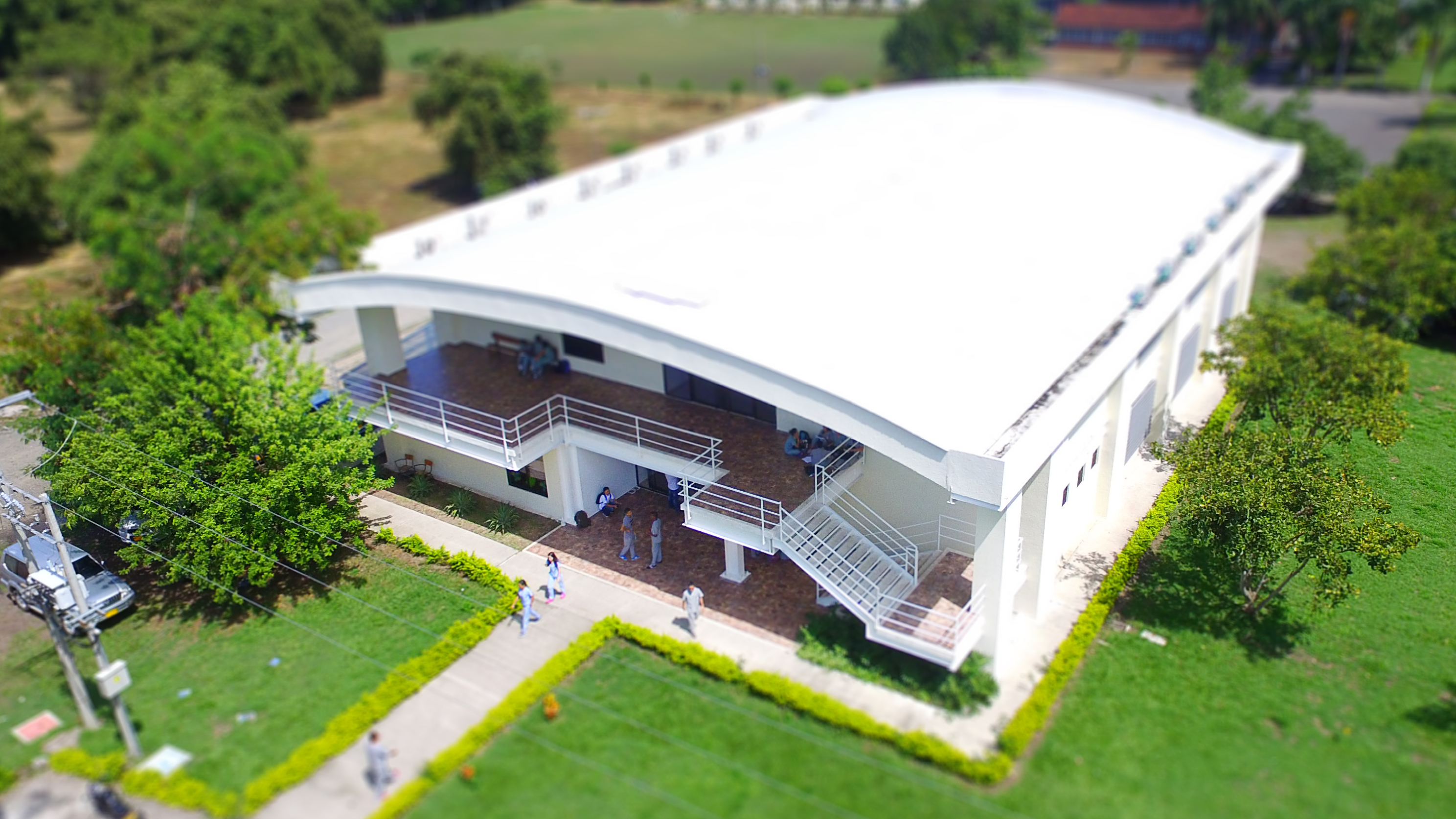
Edificio H de la Facultad de Salud
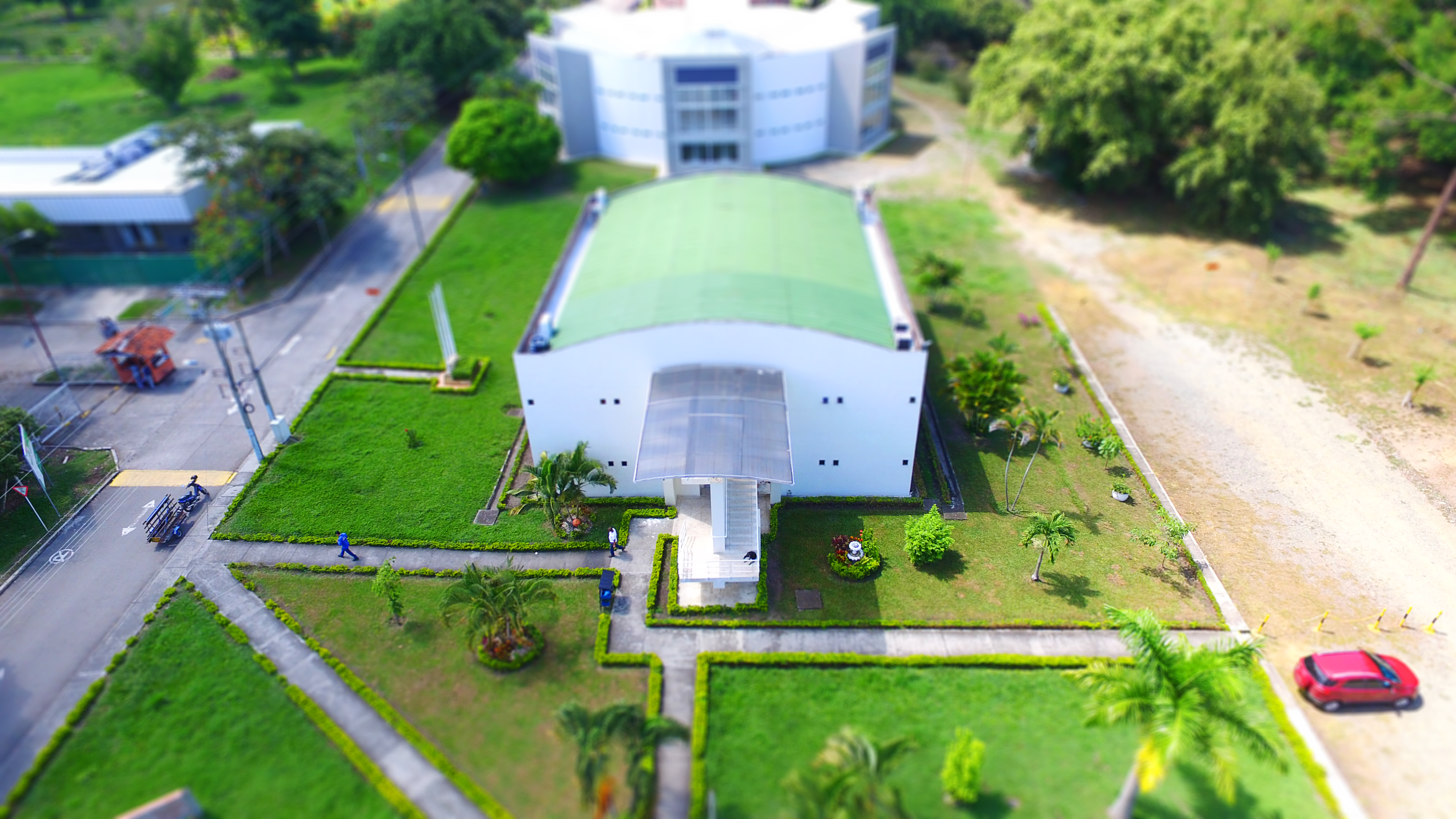
Centro Administrativo Universitario
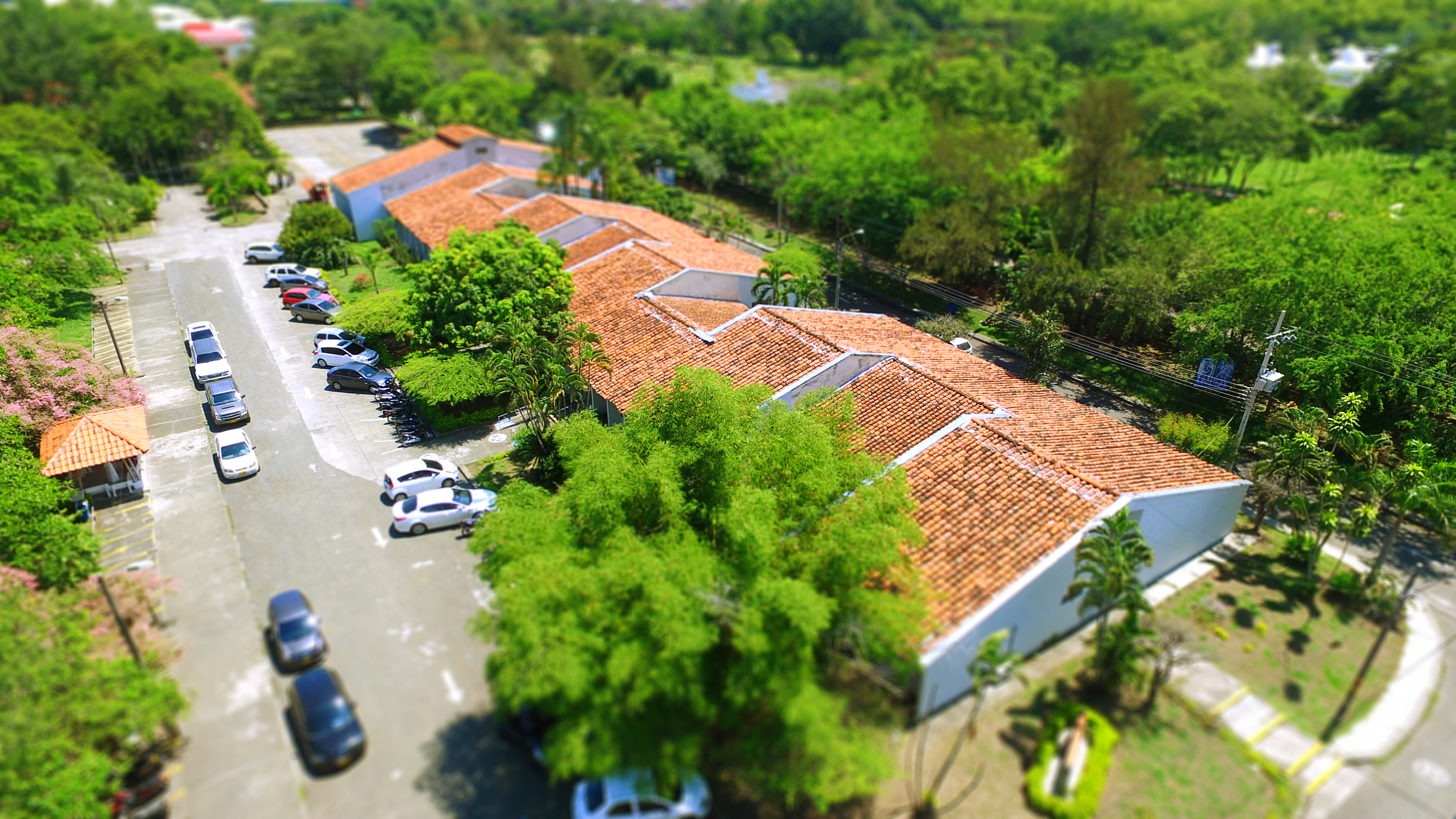
Bloque de la Facultad de Ciencias Jurídicas

## Pregrado

### Facultad de Ingeniería

#### Programas de Pregrado
| Snies  | Programa                             | Nivel de Formación | Duración     |
| ------ | ------------------------------------ | ------------------ | ------------ |
| 2543   | Ingeniería Ambiental                 | Universitaria      | 10 semestres |
| 54625  | Ingeniería Electrónica               | Universitaria      | 10 semestres |
| 10587  | Ingeniería de Sistemas               | Universitaria      | 10 semestres |
| 3854   | Ingeniería Industrial                | Universitaria      | 10 semestres |
| 20096  | Ingeniería Agropecuaria              | Universitaria      | 10 semestres |
| 108785 | Ingeniería Biomédica                 | Universitaria      | 10 semestres |
| 53172  | Tecnología en Logística Empresarial  | Tecnología         | 6 semestres  |
| 10982  | Tecnología en Agropecuaria Ambiental | Tecnología         | 6 semestres  |

#### Programas de Posgrado
| Snies  | Programa                                                      | Nivel de Formación | Duración    |
| ------ | ------------------------------------------------------------- | ------------------ | ----------- |
| 102745 | Especialización en Gestión de Calidad y Normalización Técnica | Especialización    | 2 semestres |
| 105372 | Especialización en Seguridad y Salud en el Trabajo            | Especialización    | 2 semestres |

### Facultad de Ciencias Económicas, Administrativas y Contables

#### Programas de Pregrado
| Snies  | Programa                             | Nivel de Formación | Duración     |
| ------ | ------------------------------------ | ------------------ | ------------ |
| 1763   | Administración de Empresas           | Universitaria      | 09 semestres |
| 54190  | Comercio internacional               | Universitaria      | 09 semestres |
| 54190  | Contaduría Pública                   | Universitaria      | 09 semestres |
| 116089 | Administración de Servicios de Salud | Universitaria      | 09 semestres |

### Facultad de  Ciencias de la Salud

#### Programas de Pregrado
| Snies | Programa   | Nivel de Formación | Duración     |
| ----- | ---------- | ------------------ | ------------ |
| 7309  | Medicina   | Universitaria      | 12 semestres |
| 2542  | Enfermería | Universitaria      | 10 semestres |

### Facultad de Ciencias Jurídicas y Humanísticas

#### Programas de Pregrado
| Snies  | Programa   | Nivel de Formación | Duración     |
| ------ | ---------- | ------------------ | ------------ |
| 1762   | Derecho    | Universitaria      | 10 semestres |
| 108015 | Psicología | Universitaria      | 10 semestres |

#### Programas de Posgrado
| Snies | Programa                                  | Nivel de Formación | Duración    |
| ----- | ----------------------------------------- | ------------------ | ----------- |
| 10538 | Especialización en Derecho Constitucional | Especialización    | 2 semestres |

### Facultad de Ciencias de la Educación

#### Programas de Pregrado
| Snies  | Programa                                                                                          | Nivel de Formación | Duración     |
| ------ | ------------------------------------------------------------------------------------------------- | ------------------ | ------------ |
| 106086 | Licenciatura en Educación Física, Recreación y Deporte (Acreditado por Alta Calidad Académica)    | Universitaria      | 10 semestres |
| 106064 | Licenciatura en Lenguas Extranjeras con énfasis en Inglés (Acreditado por Alta Calidad Académica) | Universitaria      | 10 semestres |
| 106388 | Licenciatura en Ciencias Sociales                                                                 | Universitaria      | 10 semestres |

#### Programas de Posgrado
| Snies  | Programa                                   | Nivel de Formación | Duración    |
| ------ | ------------------------------------------ | ------------------ | ----------- |
| 108073 | Maestría en Bilingüismo y Educación        | Maestría           | 4 semestres |
| 109934 | Maestría en Pedagogía                      | Maestría           | 4 semestres |
| 109886 | Maestría en Pedagogía de la Cultura Física | Maestría           | 4 semestres |

### Educación virtual y a distancia

#### Programas de Pregrado
| Snies  | Programa                                                                                   | Nivel de Formación | Duración     |
| ------ | ------------------------------------------------------------------------------------------ | ------------------ | ------------ |
| 55074  | Licenciado en Educación Básica con énfasis en Ciencias Sociales                            | Universitaria      | 8 semestres  |
| 10484  | Licenciado en Educación Básica con énfasis en Matemáticas, Humanidades y Lengua Castellana | Universitaria      | 10 semestres |
| 103672 | Administración de Servicios de Salud                                                       | Universitaria      | 9 semestres  |
| 14802  | Tecnología en Electricidad                                                                 | Tecnología         | 6 semestres  |
| 9811   | Tecnología en Obras Civiles                                                                | Tecnología         | 6 semestres  |
| 52770  | Tecnología en Máquinas y Herramientas                                                      | Tecnología         | 6 semestres  |
| 7827   | Tecnología en Regencia de Farmacia                                                         | Tecnología         | 6 semestres  |